# Mohammad Tahir ul-Qadri
Muhammad Tahir ul-Qadri, né le 19 février 1951, est un érudit musulman (alem) et homme politique pakistano-canadien. 
Juriste (faqîh) et théologien de l'islam de formation, Tahir ul-Qadri a fondé et dirige depuis 1980 l'organisation religieuse Minhaj-ul-Quran (en), et depuis 1989 le parti politique Pakistan Awami Tehreek (en). En 2010, il se fait connaître mondialement en émettant un long avis juridique intitulé Fatwa sur le terrorisme et les attentats suicides (en) dans lequel il qualifie ceux qui commettent des attentats-suicides de « mécréants » et d'« hérétiques ». Par la suite, il organise au printemps 2012 et à l'été 2014 d'importantes manifestations contre le gouvernement du Pakistan. 

## Biographie

### Jeunesse et études
Tahir-ul-Qadri a suivi des études de droit à l’université du Pendjab, à Lahore et en sort diplômé en 1974. Il pratique ensuite plusieurs années en tant qu'avocat, puis passe et obtient un doctorat dans la même université en 1984 avec pour sujet « Peines Juridiques en Islam : Philosophie et Classifications ». 

### Carrière juridique et religieuse
Il commence sa carrière professionnelle en tant qu’avocat au barreau de Lahore. Il retourne ensuite à l’université du Pendjab mais, cette fois-ci, pour y enseigner le droit, notamment le droit constitutionnel britannique et américain, ainsi que le droit islamique. Il mène ensuite de nombreuses conférences et cours d'université dans le monde entier sur l'islam, dont notamment sur le sujet du djihad, qu'il voit comme « détourné par le terrorisme ».

### Organisation
Il est le fondateur de Minhaj-ul-Quran International (MQI), organisation non gouvernementale qu'il a fondée en 1981 et dirige toujours depuis cette date. L'organisation se targue d'apporter des solutions à la détérioration de la condition humaine dans le monde en général et dans le monde musulman en particulier. Elle met en avant notamment le dialogue inter-religieux, le droit des femmes et les droits de l'Homme. C’est toujours sous l’égide de Minhaj-ul-Quran qu’en 1998, Dr. Tahir-ul-Qadri fonde le « Muslim Christian Dialogue Forum », qui se donne pour but de promouvoir l’harmonie interreligieuse au Pakistan.
Il obtient en 2010 une médiatisation internationale pour la publication d'une fatwa de 600 pages dénonçant le terrorisme islamiste, dans lequel il compare notamment les kamikazes à des « héros du feu de l'enfer ». Traduit dans différentes langues, sa version française est disponible sous le nom de "Fatwa sur le terrorisme et les attentats suicides", publié aux éditions Maison d'Ennour. Cet ouvrage a notamment fait l'objet de critiques très positives et a reçu l'approbation d'une organisation anglaise luttant contre la radicalisation, la Quilliam Foundation. ("Cette fatwa peut être considérée comme l'argumentaire théologique le plus complet contre le terrorisme islamiste à ce jour").  

### Carrière politique
Le 25 mai 1989, Tahir-ul-Qadri fonde le Pakistan Awami Tehreek (mouvement du peuple pakistanais) qui prône un islam modéré et une redistribution sociale, mais qui n'a jamais réussi à percer sur la scène politique pakistanaise, même si Qadri a lui-même été élu député sous cette étiquette lors des élections législatives de 2002, où il a obtenu 31 % face à cinq autres candidats dans la dixième circonscription de Lahore. Il démissionne de son poste en 2004, et son parti boycottera les élections législatives de 2008.
En décembre 2012, après sept années passées au Canada, il revient au Pakistan et mène une longue marche de Lahore à la capitale Islamabad contre le gouvernement pakistanais, à l'époque dirigé par le Parti du peuple pakistanais, accusé de corruption et demande la dissolution de la Commission électorale, formée selon lui de manière anticonstitutionnelle. Il réunit 25 000 personnes selon le ministère de l'Intérieur, et en janvier 2013 son sit-in devant le Parlement aboutit à un accord avec le gouvernement prévoyant quelques réformes électorales en vue des élections législatives de mai 2013.
En août 2014, Tahir ul-Qadri et Imran Khan mettent de côté leur rivalité pour coordonner les marches de leurs militants vers Islamabad, pour protester contre le gouvernement de Nawaz Sharif, accusé d'avoir profité de fraudes électorales lors des élections législatives de 2013.
En juin 2018, il annonce que son parti boycotte les élections législatives à venir pour dénoncer la corruption, selon lui, de nombreux candidats autorisés à se présenter.